# Bathykles (Mythologie)
Bathykles (altgriechisch Βαθυκλῆς Bathyklḗs) ist eine Gestalt der griechischen Mythologie.
Bathykles war ein Held vor Troja und kämpfte auf der Seite der Griechen. Er war der Sohn des Chalkon und wie dieser Myrmidone, gehörte also zu dem von Achilleus geführten Kontingent im Trojanischen Krieg. Zudem war er sehr wohlhabend. Im wilden Kampf um die Rüstung des gerade gefallenen lykischen Heerführers Sarpedon, in dem auch Patroklos in der Rüstung Achills den Tod finden wird, kommt Bathykles von der Hand des lykischen Königs Glaukos durch einen Stoß mit der Lanze in die Brust ums Leben.

## Quelle
- Homer, Ilias 16,594–601